# Hontmarót
Hontmarót (szlovákul: Hontianske Moravce) község Szlovákiában, a Besztercebányai kerületben, a Korponai járásban. Apátmarót és Egyházmarót egyesítésével jött létre.

## Fekvése
Korponától közúton 20 km-re délnyugatra fekszik.

## Élővilága
Hontmaróton régóta fészkelnek a gólyák, ma[mikor?] egy gólyafészket és egy alátétet tartanak nyilván. 2024-ben 3 fiókát számoltak meg.

## Története
Apátmarótot 1135-ben a bozóki monostor birtokainak összeírásában "Morout" alakban említik először. Neve alapján eredetileg morvák lakta település lehetett. Következő említése 1252-ben történik, amikor IV. Béla király a zólyomi erdőóvók itteni földjét Preyzazlo comesnek adja. 1269-től a pilisi cisztercita kolostor birtoka, akik egészen a 19. századig bírták a települést. 1285-ben "Marouth" néven említik. Károly Róbert, majd Nagy Lajos király is szabadalmakat adott a településnek, melyeket Mátyás is megerősített. A 16. századra azonban jobbágyközséggé alakult vissza. 1496-ban "Apath Marouth" alakban szerepel írott forrásban. 1715-ben 31 portája volt. 1828-ban 44 házában 265 lakos élt. Lakói mezőgazdasággal, állattartással, szőlőtermesztéssel foglalkoztak.
Egyházmarót a 13. században keletkezett Apátmarót határában. 1245-ben "Morout" alakban említik először, a bozóki apátság birtokolta. A 16. században birtokosai a Zmeskall és a Bartakovics család voltak. 1715-ben malma, 6 kúriája és 26 adózó portája létezett. 1828-ban 42 házában 251 lakos élt, akik mezőgazdasággal, állattartással, szőlőtermesztéssel foglalkoztak.
Vályi András szerint "Apát Marót, és Házas Marót. Két tót falu Hont Várm. Apát Marótnak földes Ura a’ Religyiói Kintstár, postája is vagyon, amannak pedig földes Urai több urak, lakosai katolikusok, és reformátusok, fekszenek Nádasnak szomszédságában, és annak filiáji, földgyeik közép termékenységűek, Házas Marótnak legelője van elég, szőlő hegye jó, de egyik féle fája sints."
Fényes Elek szerint "Maróth (Apáth), Moravicz, tót falu, Honth vmegyében, az Ipolyságtól Dévára vivő országutban, 20 kath., 207 ev. lak. Jó föld, rét, legelő. Bortermesztés. F. u. a Cisterciták."
"Maróth (Egyházas), Morawcse Kosztolne, tót falu, Honth vmegyében, 46 kath., 203 evang. lak. Evang. templom. Több uri lakházak. Van jó bort termő szőlőhegye, gesztenyéje, elégséges legelője, erdeje. I. Károly, I. Lajos és Corvin Mátyás alatt város volt. F. u. többen." 
A trianoni békeszerződésig Hont vármegye Ipolysági járásához tartozott.

## Népessége
| Év:            | 1994. | 2004.    | 2014.   | 2024.    |
| -------------- | ----- | -------- | ------- | -------- |
| Emberek száma: | 723   | 893      | 885     | 745      |
| Eltérés:       |       | +23,51 % | -0,89 % | -15,81 % |

| Év:            | 2023. | 2024.   |
| -------------- | ----- | ------- |
| Emberek száma: | 760   | 745     |
| Eltérés:       |       | -1,97 % |

1880-ban Apátmarót 300 lakosából 22 magyar és 273 szlovák anyanyelvű, Egyházmarót 331 lakosából 60 magyar és 256 szlovák anyanyelvű volt.
1890-ben Apátmarót 341 lakosából 119 magyar és 220 szlovák anyanyelvű, Egyházmarót 301 lakosából 61 magyar és 239 szlovák anyanyelvű volt.
1900-ban Apátmarót 348 lakosából 77 magyar és 261 szlovák anyanyelvű, Egyházmarót 371 lakosából 87 magyar és 274 szlovák anyanyelvű volt.
1910-ben Apátmarót 330 lakosából 24 magyar és 302 szlovák anyanyelvű, Egyházmarót 351 lakosából 74 magyar és 270 szlovák anyanyelvű volt.
1921-ben Apátmarót 307 lakosából 1 magyar és 293 csehszlovák, Egyházmarót 377 lakosából 8 magyar és 334 csehszlovák volt.
1930-ban Apátmarót 315 lakosából 3 magyar és 312 csehszlovák, Egyházmarót 415 lakosából 1 német, 5 zsidó, 33 magyar, 369 csehszlovák és állampolgárság nélküli volt. Ebből Egyházmaróton 230 evangélikus, 175 római katolikus, 8 izraelita, 1 református és 1 egyéb vallású volt.
1970-ben 848 lakosából 2 magyar és 841 szlovák volt.
1980-ban 789 lakosából 3 magyar és 779 szlovák volt.
1991-ben 742 lakosából 5 magyar és 704 szlovák volt.
2001-ben 813 lakosából 4 magyar, 47 ukrán és 747 szlovák volt.
2011-ben 918 lakosából 7 magyar, 40 ukrán és 757 szlovák volt.
2021-ben 781 lakosából 7 (+1) magyar, 2 (+3) ruszin, 695 (+10) szlovák, 40 (+7) egyéb és 37 ismeretlen nemzetiségű volt.

## Nevezetességei

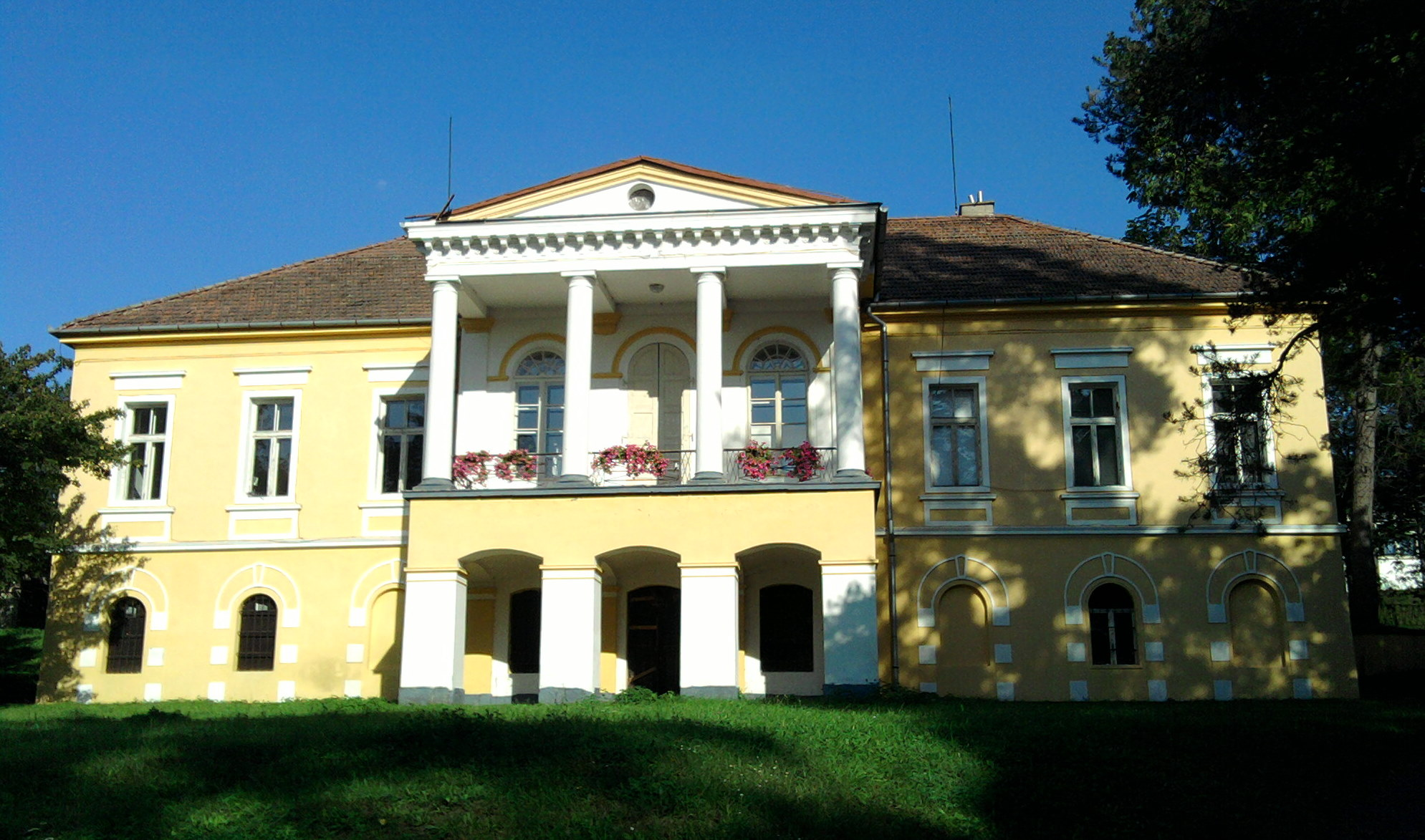
Hontmaróti kastély
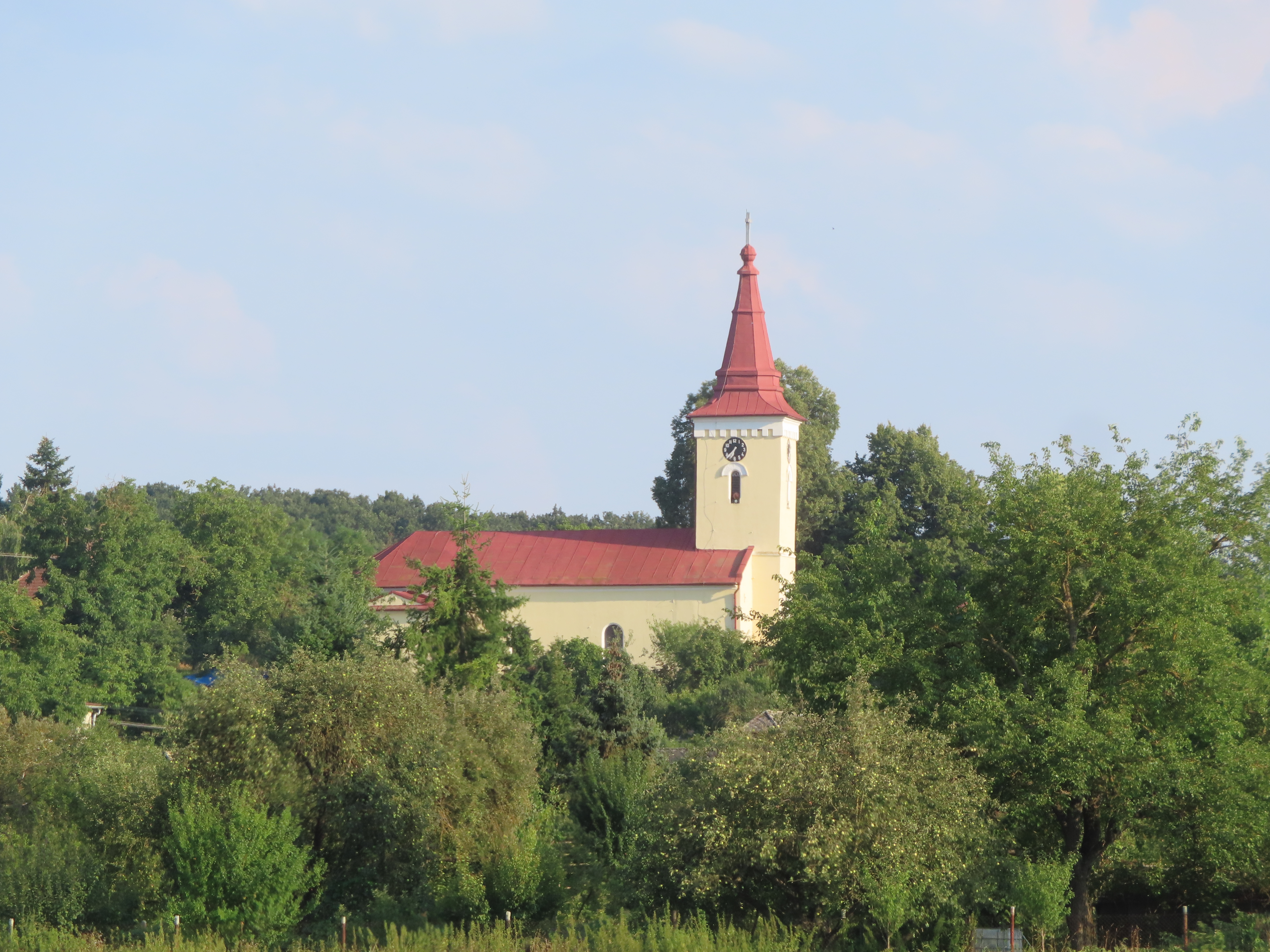

- Az evangélikus templom 1882-ben épült, a korábbi 16. századi templom helyén.
- A Zmeskall-kastély 1868-ban épült klasszicista stílusban.
- A falunak gazdag népi hagyományai, népviselete van.

## Neves személyek
- Itt született 1746-ban Gegő József Adolf bölcseleti doktor, piarista áldozópap és líceumi tanár.
- Itt született 1897-ben Julius Bateľ zenepadagógus, népzenekutató.
- Itt született 1949-ben Jaroslav Filip zenész, humorista.
- Bartók Béla mintegy 180 népdalt gyűjtött a faluban, ahol először 1913-ban járt.
- A falu papja volt 1852 és 1862 között Szeberényi Gusztáv evangélikus egyházi író.
- Egyházmaróton hunyt el 1832-ben Bohuslav Tablic szlovák költő, evangélikus lelkész.
- Egyházmaróton szolgált Hruskovics Sámuel (1694-1748) a Bányai evangélikus egyházkerület püspöke 1743-tól haláláig.
- Egyházmaróton szolgált Ondrej Plachý (1755-1810) szlovák költő, író, evangélikus lelkész.

## Külső hivatkozások
- Hivatalos oldal
- Községinfó
- Hontmarót Szlovákia térképén[halott link]
- Regionhont.sk
- E-obce.sk